# Várvölgy
Várvölgy is een plaats (község) en gemeente in het Hongaarse comitaat Zala. Várvölgy telt 1127 inwoners (2001).